# Anisopodus ligneus
Anisopodus ligneus är en skalbaggsart som beskrevs av Bates 1863. Anisopodus ligneus ingår i släktet Anisopodus och familjen långhorningar. Inga underarter finns listade i Catalogue of Life.